# Dale Milford

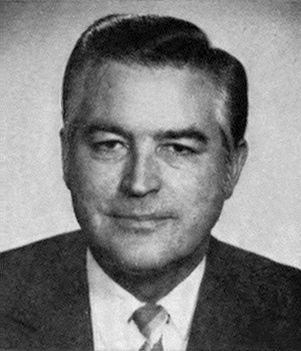
Dale Milford (1975)

Dale Milford (* 18. Februar 1926 in Bug Tussle, Fannin County, Texas; † 26. Dezember 1997 in Howe, Texas) war ein US-amerikanischer Politiker. Zwischen 1973 und 1979 vertrat er den Bundesstaat Texas im US-Repräsentantenhaus.

## Werdegang
Dale Milford besuchte die öffentlichen Schulen seiner Heimat. Zwischen 1944 und 1953 diente er während der Endphase des Zweiten Weltkrieges und zur Zeit des Koreakrieges in der US Army. Dabei brachte er es bis zum Hauptmann. Zwischen 1953 und 1957 studierte Milford an Baylor University in Waco. In den folgenden Jahren war er Meteorologe. Gleichzeitig betrieb er eine eigene Fluglinie. Milford wurde auch zu einem Berater in Fragen der Luftfahrt und Meteorologie. Politisch schloss er sich der Demokratischen Partei an. Im Jahr 1972 war er Delegierter beim regionalen Parteitag der Demokraten in Texas.
Bei den Kongresswahlen des Jahres 1972 wurde Milford im damals neu eingerichteten 24. Wahlbezirk von Texas in das US-Repräsentantenhaus in Washington, D.C. gewählt, wo er am 3. Januar 1973 sein neues Mandat antrat. Nach zwei Wiederwahlen konnte er bis zum 3. Januar 1979 drei Legislaturperioden im Kongress absolvieren. In diese Zeit fielen das Ende des Vietnamkrieges und die Watergate-Affäre. 1978 wurde Milford von seiner Partei nicht mehr zur Wiederwahl nominiert. Er starb am 26. Dezember 1997 in Howe.